# ديفيد شوارتز
ديفيد شوارتز (بالإنجليزية: David Schwartz)‏ هو عازف كمان ‏ أمريكي، ولد في 18 يونيو 1916 في ديترويت في الولايات المتحدة، وتوفي في 5 يونيو 2013.

## وصلات خارجية
- الموقع الرسمي
- ديفيد شوارتز على موقع ميوزك برينز (الإنجليزية)
- ديفيد شوارتز على موقع ديسكوغز (الإنجليزية)